# Gotha Ka 430
Dimensions
Le Gotha Ka 430 est un planeur d'assaut, conçu en Allemagne en 1944. Il n'a pas eu d'emploi opérationnel.